# Жерновцы
Жерновцы — посёлок в Егорьевском районе Алтайского края России. Входит в состав Сростинского сельсовета.

## География
Посёлок находится в юго-западной части Алтайского края, к северо-востоку от озера Горькое-Перешеечное, на расстоянии примерно 20 километров (по прямой) к северо-востоку от посёлка Новоегорьевское, административного центра района. Абсолютная высота — 243 метра над уровнем моря.

Климат умеренный, континентальный. Средняя температура января составляет −12,5 °C, июля — +18,6 °C. Годовое количество осадков составляет 362 мм.

## История
Посёлок Жерновцы был основан в 1921 году. В 1928 году в Жерновцах имелось 46 хозяйств. В административном отношении посёлок входил в состав Сростинского сельсовета Рубцовского района Рубцовского округа Сибирского края. В 1931 г. состоял из 29 хозяйств, в составе Сростинского сельсовета Рубцовского района.

## Население
| 1926 | 1931 | 1997 | 1998 | 1999 | 2000 | 2001 |
| ---- | ---- | ---- | ---- | ---- | ---- | ---- |
| 280  | ↘121 | ↘113 | ↗118 | ↗119 | ↘116 | ↘110 |
| 2002 | 2003 | 2004 | 2005 | 2006 | 2007 | 2008 |
| ↘99  | ↗103 | ↘86  | →86  | ↗88  | ↘78  | ↘70  |
| 2009 | 2010 | 2011 | 2012 | 2013 |      |      |
| ↘64  | ↘54  | →54  | ↘50  | →50  |      |      |

Согласно результатам переписи 2002 года, в национальной структуре населения русские составляли 99 %.